# Dziennik Kujawski
Dziennik Kujawski – gazeta codzienna wydawana w Inowrocławiu i kolportowana na terenie Kujaw.
Gazeta sama określała się jako endecka, antysanacyjna, antysemicka i antypostępowa, wielokrotnie była więc urzędowo ocenzurowywana przez władze, głównie przez konfiskatę tekstów (zamiast danego artykułu ukazywała się wówczas niezadrukowana przestrzeń, tzw. biała plama).
W ciągu 46 lat działalności (1893–1939) nakład kształtował się w granicach 5–8 tys. egzemplarzy, w okresie międzywojennym wynosił ok. 8 tys. egzemplarzy.